# Burg Imabari

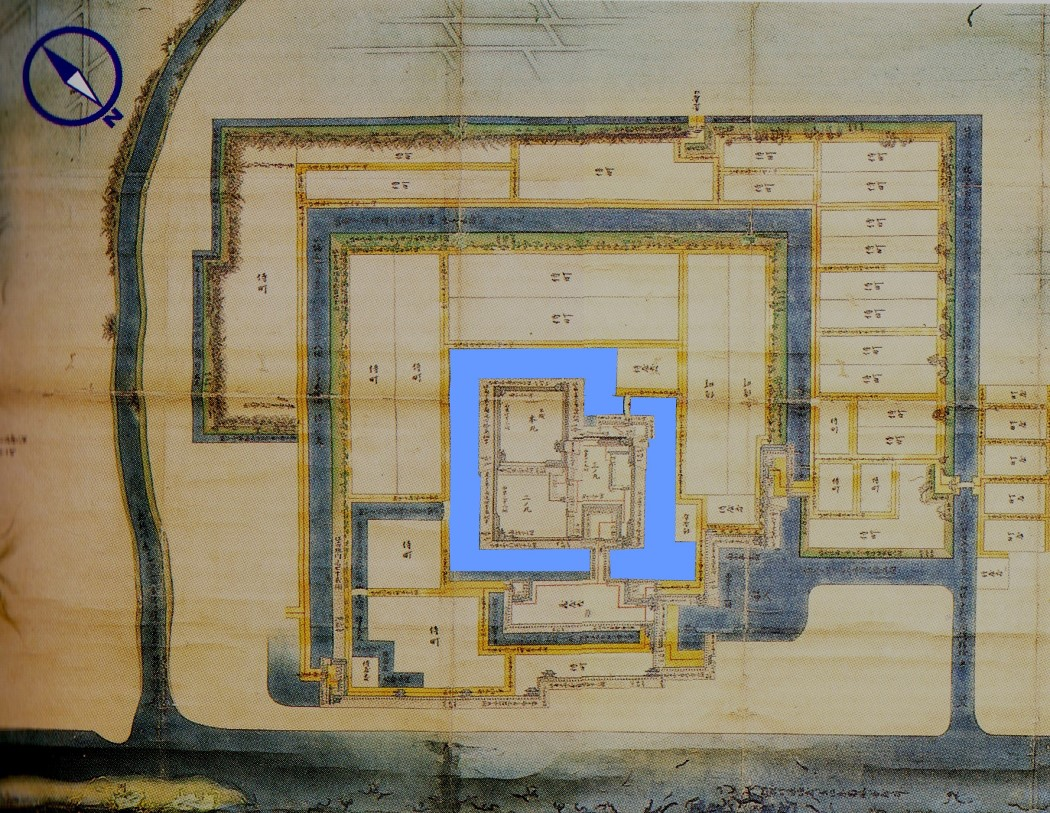
Plan der Burg:
Hellblau: Der existierende Graben

Die Burg Imabari (japanisch 今治城, Imabari-jō) befindet sich in der Stadt Imabari, Präfektur Ehime. In der Edo-Zeit residierte dort zuletzt ein kleinerer Zweig der Hisamatsu-Matsudaira mit einem Einkommen von 30.000 Koku.
Sie zählt neben der Burg Takamatsu und der Burg Nakatsu zu den „Drei großen Meeresburgen Japans“ (日本三大海城, Nihon sandai umijiro). Mit dem Begriff Umi-jiro bezeichnet man eine Burg, deren Wassergräben vom Meer gespeist werden, im Gegensatz zum allgemeineren, übergeordneten Begriff Uki-jiro = wörtlich: schwimmende Burg, oder auch Mizu-jiro = Wasserburg, benutzt für Burgen mit sehr breiten Wassergräben oder in Insellage. 

## Burgherren in der Edo-Zeit
- Ab 1602: die Tōdō Takatora mit einem Einkommen von 220.000 Koku.
- Ab 1635: ein Zweig der Matsudaira (Hisamatsu) mit 30.000 Koku.

## Geschichte
Die Burg von Imabari liegt auf Meereshöhe am Rande der Seto-Inlandsee. Tōdō Takatora, der nach der Schlacht von Sekigahara ein Viertel der Provinz Iyo erhalten hatte, begann ihren Bau im Jahr 1602, dem im folgenden Jahr die Anlage des Samurai-Viertels folgte. 1604 war die Arbeit beendet, aber bereits 1608 erhielt Takatora das Lehen Tsu in der Provinz Iga und zwei Landkreise der Provinz Ise. Dabei wurde der Burgturm abgebaut und im Jahr 1610 für die Burg in Kameyama in der Provinz Tamba genutzt. Es war eine Schenkung an Tokugawa Ieyasu und soll dort bis zur Meiji-Restauration existiert haben; ein Photo aus dem Jahre 1872 zeigt ihn noch. Nachdem Takatora das Lehen Tsu erhalten hatte,  behielt er in der Provinz Iyo zwei Landkreise als Exklave (飛地, tobichi). Nach 1608 fiel der größte Teil des unbesetzten Lehens Imabari an den Shogun, Tokugawa Ieyasu, und gehörte zu der Tenryō genannten Güterverwaltung. Vor Ort in Imabari blieb auf dem Rest sein Adoptivsohn Tōdō Takayoshi mit erheblich reduzierten Einkommen (ca. nur ein Zehntel) zurück, wodurch die Burg Imabari erhalten blieb.
Im Jahr 1635 wurde das Lehen Imabari neu vergeben an einen Zweig der Hisamatsu-Matsudaira, die dann dort bis zur Meiji-Restauration mit einem Einkommen von 30.000 Koku residierten. Auf Matsudaira Sadafusa folgten Sadatoki, Sadanobu, Sadamoto, Sadasato, Sadayasu, Sadayoshi, Sadashige, Katsutsune und schließlich zuletzt Matsudaira Sadanori. Die Matsudaira wurden aufgrund ihrer nahen Verwandtschaft zu den Shinpan-Daimyo gezählt, zu den zuverlässigsten Vasallen des Tokugawa-Shogunats. 
Die Burganlage bestand aus dem zentralen Bereich, dem von einem Wassergraben umgebenen Hommaru, der zur Landseite im Südwesten auf drei Seiten durch den zweiten Bezirk, das Ni-no-maru, ebenfalls von einem Wassergraben umgeben,  geschützt wurde. Im Südwesten schloss sich der dritte Bezirk, San-no-maru, an, der von einem dritten Wassergraben umgeben war. Dieser Graben war über einen Stichkanal mit der Inlandsee verbunden, womit die Burg eine der wenigen Meeresburgen Japans ist.
Erhalten geblieben ist das Hommaru samt breitem Wassergraben. Wieder aufgebaut wurden der Hauptturm mit Nebengebäuden, drei Toranlagen und drei Wachtürme an den Ecken im Norden, Westen und Osten. Auch ein Teil der Wallbekrönung mit langgestreckten, niedrigen Bauwerken zur Verteidigung, tamon (多聞) yagura genannt, ist zu sehen. Auf dem Gelände befinden sich der große Fukiake-Schrein (吹揚神社, Fukiage-jinja) in der Mitte, der kleinere Sumiyoshi-Schrein (住吉神社, Sumiyoshi-jinja) im östlichen Eck, der Inari-Schrein (吹揚稲荷神社, Fukiage Inari-jinja) im südlichen Eck, der Doi-Schrein (土居神社, Doi-jinja) an der Nordseite und der Weihrauch-Schrein (麁香神社, Adaka jinja) im westlichen Eck.

## Bilder

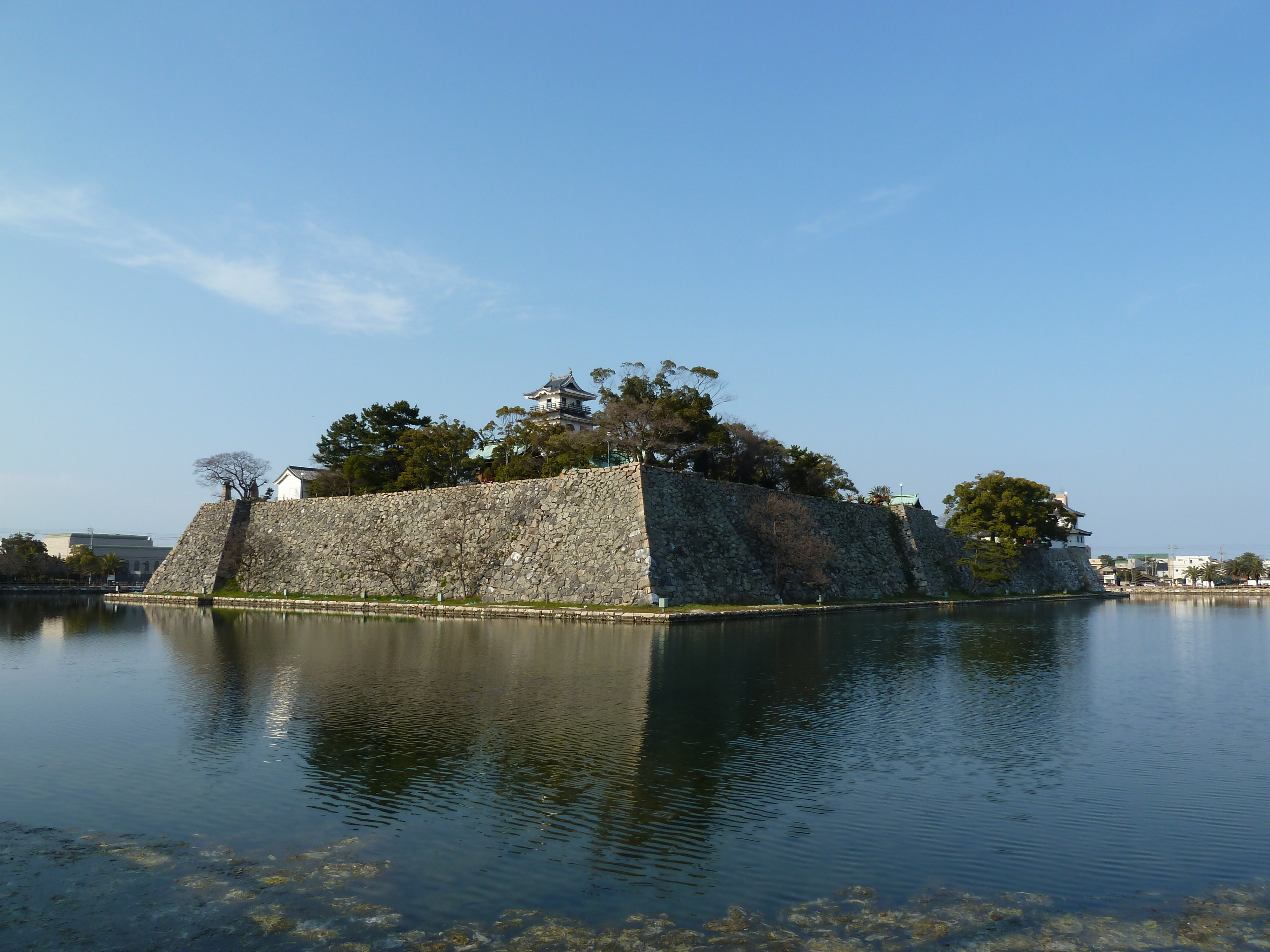
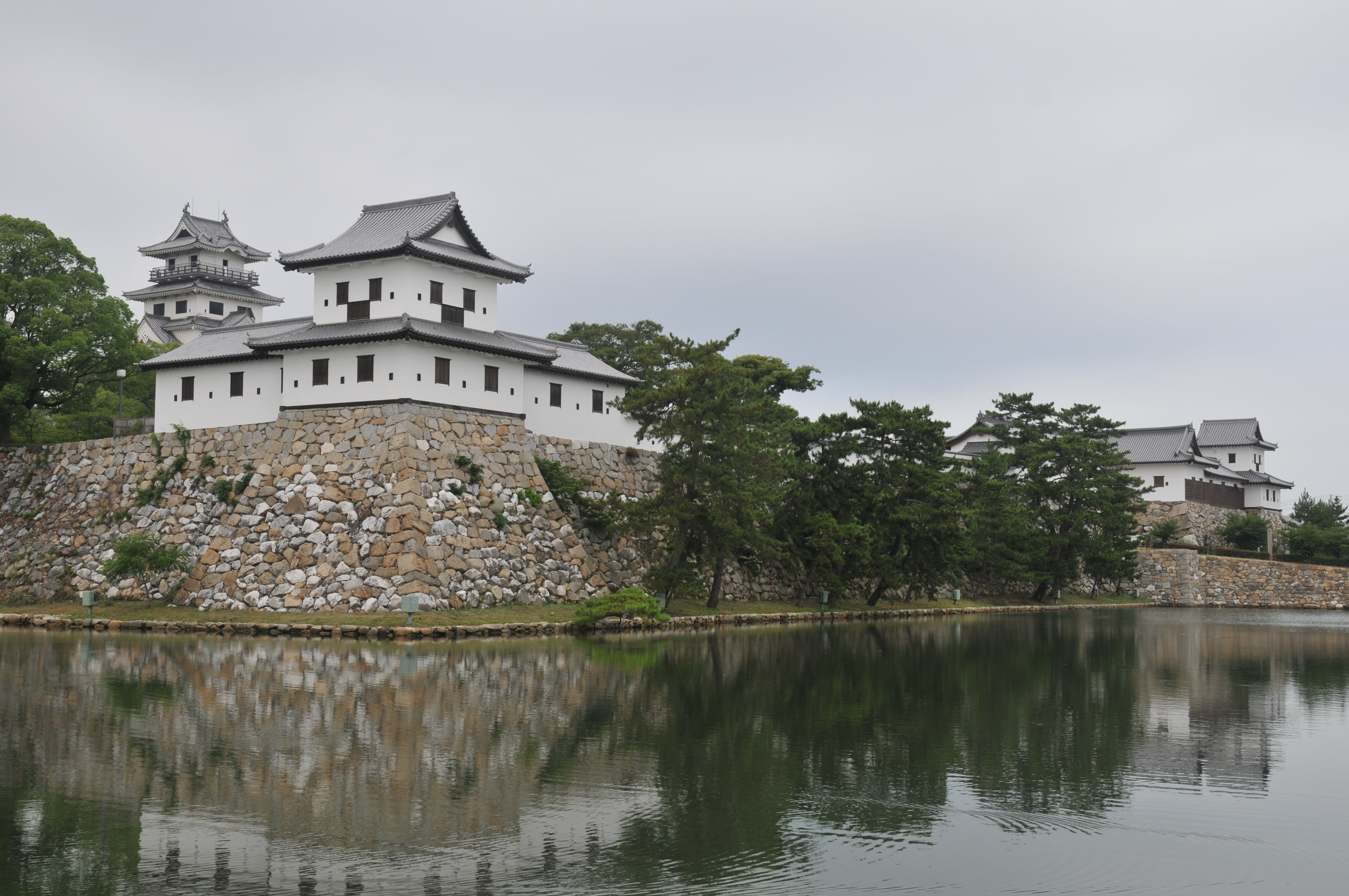
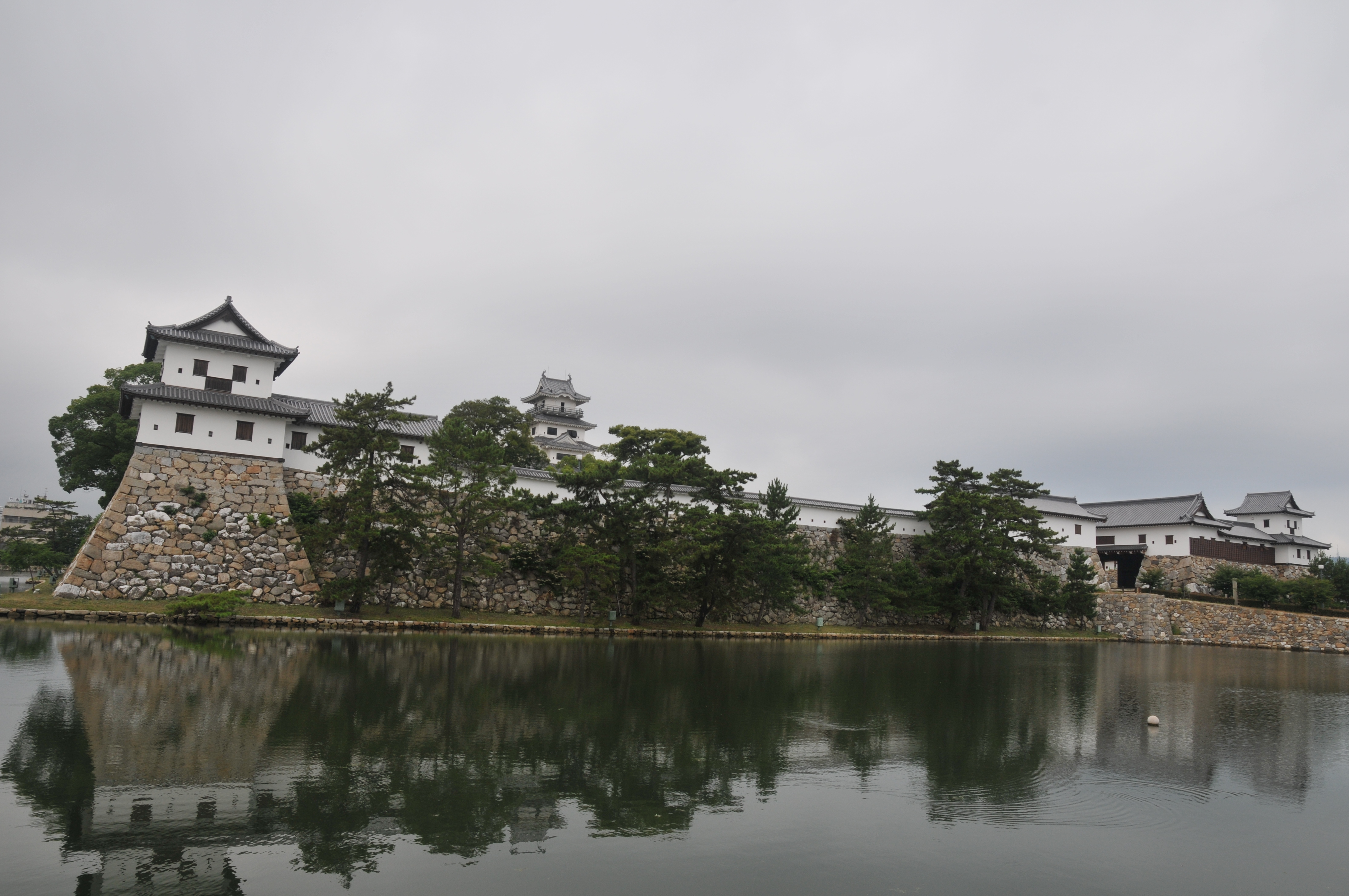
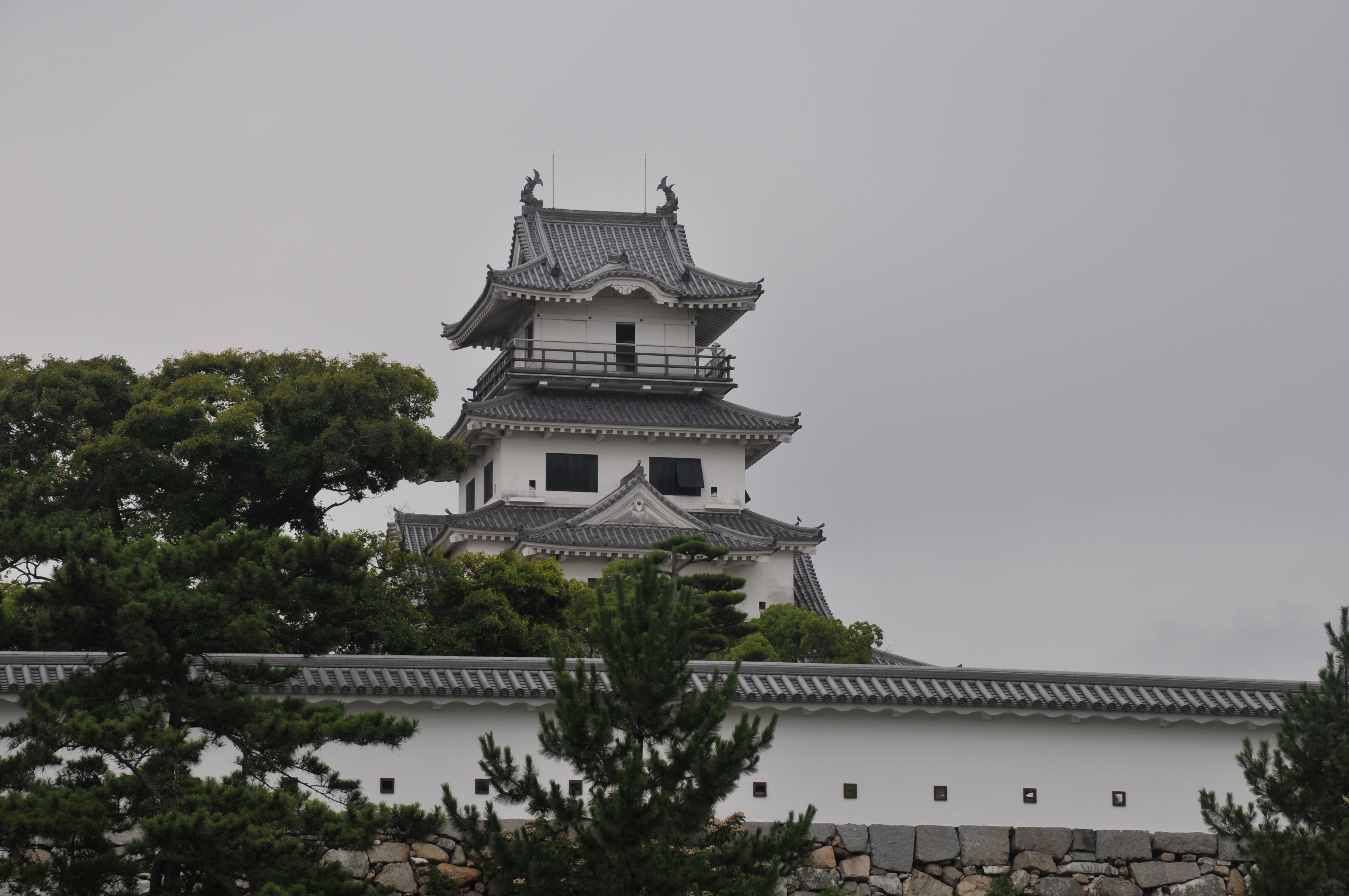
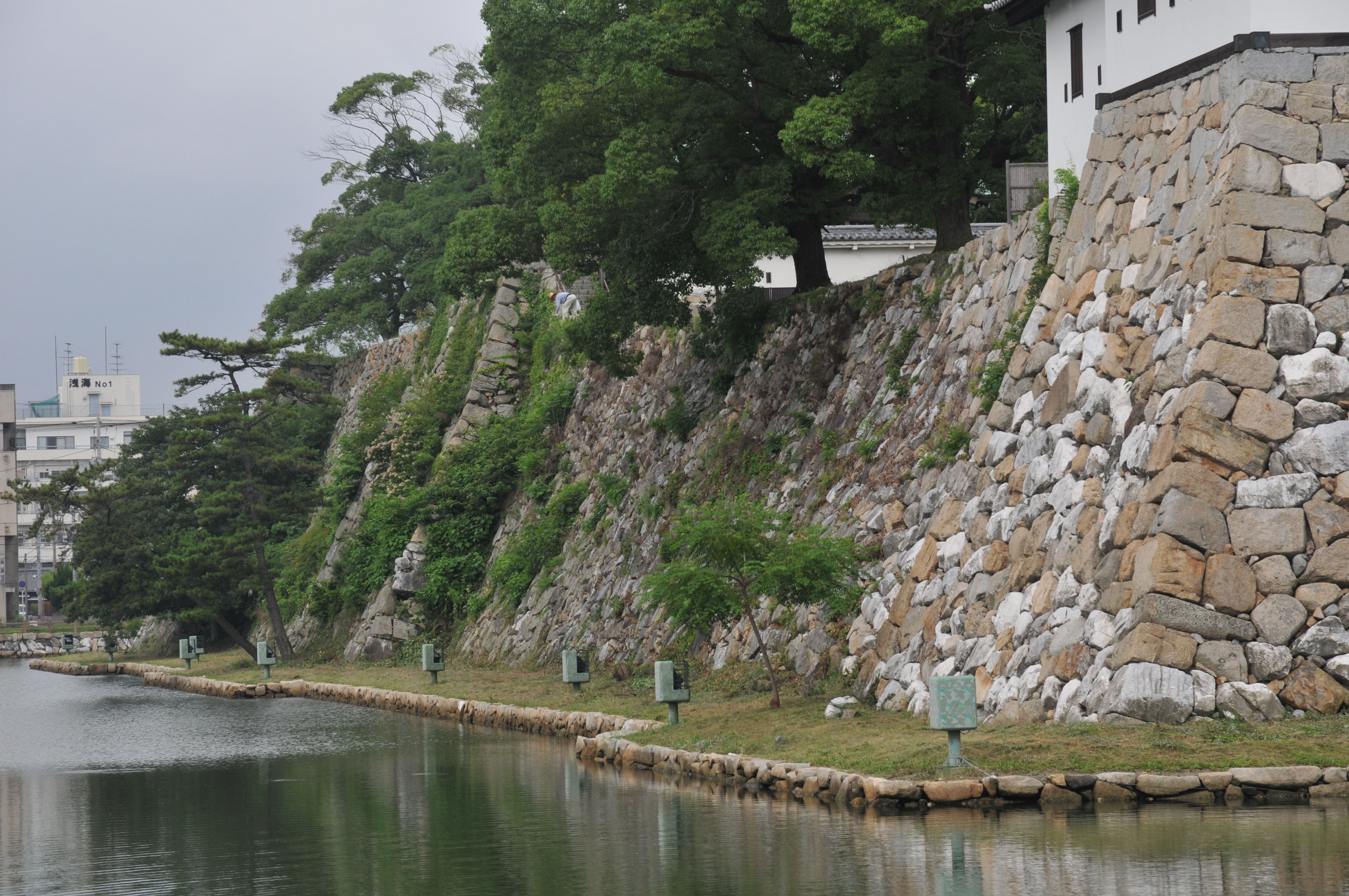
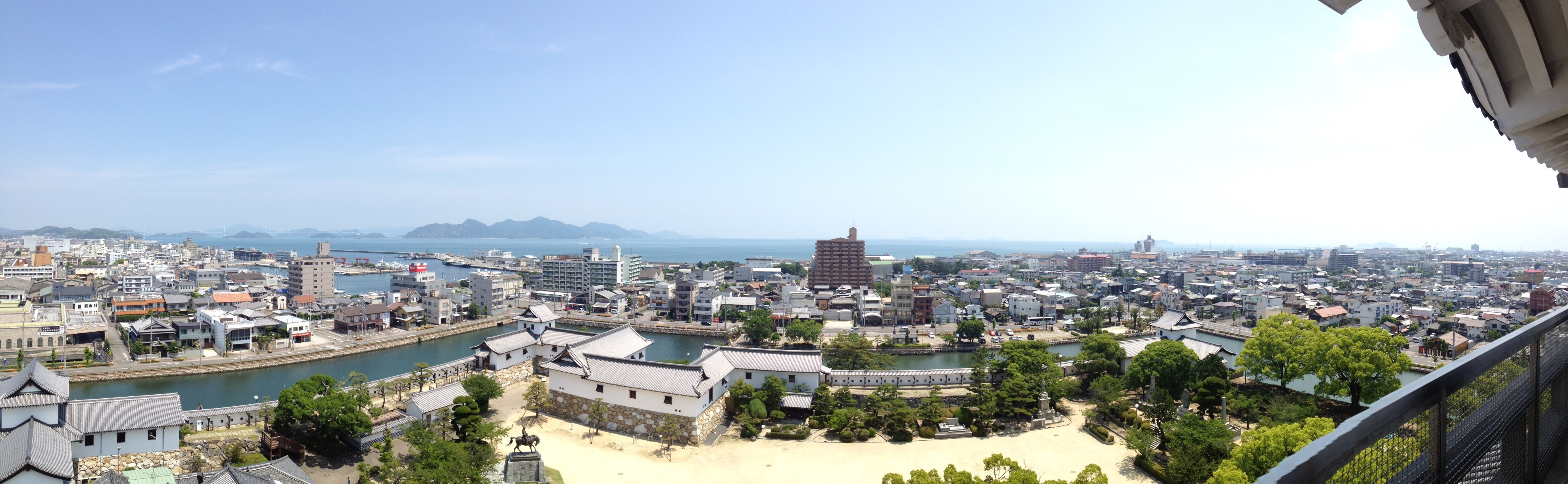

## Rekonstruktionszustand
Der Wiederaufbau betrifft nur den inneren Burghof und den dazugehörigen Wassergraben. Der Burgturm, genannt Tenshu, ist eine Betonkonstruktion aus dem Jahre 1980, die nur von außen dem ursprünglichen Bauwerk entspricht. Im Inneren gibt es in jedem Stockwerk des fünfstöckigen Turms verschiedene Ausstellungen, bzgl. Waffen und Rüstungen, Schriftstücken und Fotos verschiedener japanischer Burgen. Ebenso im Turm untergebracht ist das Naturkundemuseum der Stadt Imabari. Die Stockwerke selbst entsprechen dabei nicht dem ursprünglichen Zustand oder ihrer Aufteilung. Das oberste Stockwerk dient als Aussichtspunkt. Das erste Haupttor zur Burg ist nicht rekonstruiert worden, lediglich das darauffolgende Kurogane-gomon wurde wieder aufgebaut und ebenso der Bugu-yagura Turm. Beide sind mit Innenleben rekonstruiert in dem mit einem Modell und verschiedenen japanischen Filmen die Geschichte der Burg erläutert wird. Zwei Ecktürme, Yamazato-yagura und Okane-yagura wurden ebenfalls rekonstruiert und beherbergen ein Antiquitätenmuseum in dem Gebrauchsgegenstände, z. B. Bügeleisen und Reiskocher aus verschiedenen Epochen bis zur Moderne gezeigt werden, bzw. ein Museum für lokale Kunst.